# دبس
الدِّبْس أو الدِّبِس هو شراب مكثف، داكن اللون، مائل إلى اللون الأحمر، وهو حلو المذاق. هناك عدة أنواع للدبس، مثل: دبس العنب، ودبس التَمر، ودبس الخروب، ودبس الرمان. ويستخرج من العنب أو التمر أو الخروب أو الرمان. يُستخدم الدبس في معظم البلدان العربية حيث يخلط عادة مع مكونات أخرى لصنع الحلويات، ويؤكل أحياناً مباشرة مع القشدة أو الطحينة. أما دبس الرمان فيُستخدم غالباً إضافة في الطبخ.

## طريقة تحضير دبس العنب
بعد فرز العنب لعدة اقسام يؤخذ قسم العنب الخاص بالعصر ويوضع بأحواض حجرية تسمى المداعس أو المعاصر ويتم عصر العنب بالاقدام جيدا. يؤخذ العصير الناتج ويسكب في اكياس قماشية أو خيشية معلقة تحتوي تراب يسمى (الحِوَرْ) وهو تراب أبيض، ويوضع وعاء اسفل الأكياس، وتترك ليوم كامل حتى تصفى جيدا فينتج عندنا عصيرا يسميه أهل مدينة الخليل (الراووق).
يوضع العصير في قدور كبيرة تسمى (الدست) ويوضع عليه كمية من تراب الحور، ويوضع على نار الحطب حتى يغلي ويتكثف ويصبح دبقا كالعسل. يترك حتى يبرد ويعبئ في زجاجات ويغلق جيدا.
يؤكل دبس العنب غمسا بالخبز بعد أن يوضع عليه طحينة السمسم أو زيت الزيتون. وفي الايام المثلجة يصنع منه أهل مدينة الخليل مثلجات حيث يكمسون اكوام من الثلج ويغمسونها بالدبس.

## المعلومات الغذائية
تحتوي كل ملعقة كبيرة من الدبس (20غ) بحسب وزارة الزراعة الأميركية على المعلومات الغذائية التالية:
- السعرات الحرارية: 58
- الدهون: 0
- الدهون المشبعة: 0
- الكاربوهيدرات: 14.95
- الألياف: 0
- البروتينات: 0
- الكولسترول: 0

المعلومات الغذائية عن الدبس